# Lekkoatletyka na Letnich Igrzyskach Olimpijskich 1984 – bieg na 400 m przez płotki mężczyzn
Bieg na 400 metrów przez płotki mężczyzn podczas XXIII Letnich Igrzysk Olimpijskich w Los Angeles rozegrano 3 (eliminacje), 4 (półfinały) i 5 sierpnia 1984 (finał) na stadionie Los  Angeles Memorial Coliseum. Zwycięzcą został reprezentant Stanów Zjednoczonych Edwin Moses, który był złotym medalistą w tej konkurencji osiem lat wcześniej w Montrealu.

## Rekordy

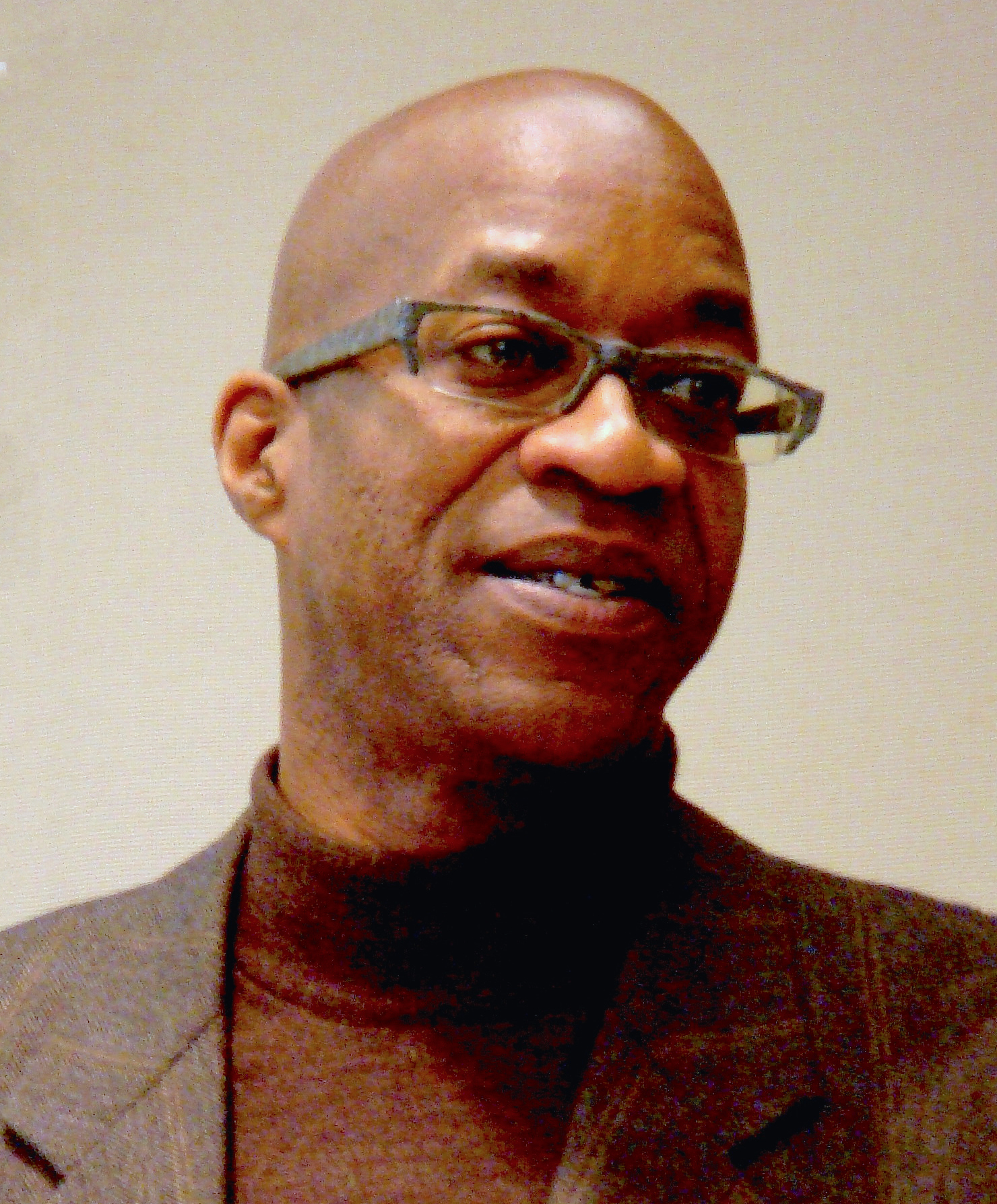
Edwin Moses

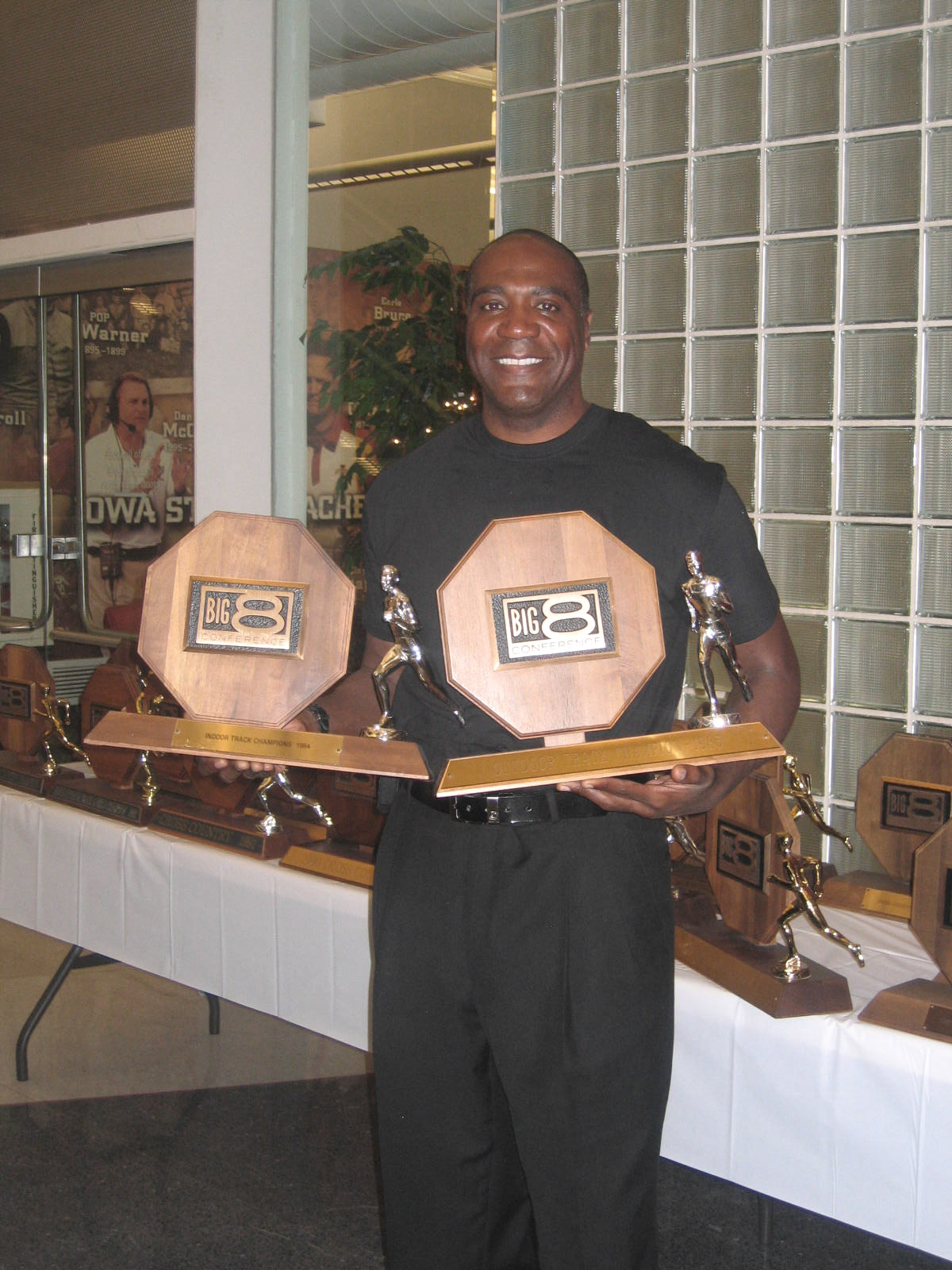
Danny Harris

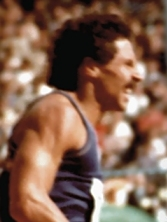
Harald Schmid

|                   | Zawodnik    | Narodowość        | Czas  | Data                  | Miejsce   |
| ----------------- | ----------- | ----------------- | ----- | --------------------- | --------- |
| Rekord świata     | Edwin Moses | Stany Zjednoczone | 47,02 | 31 sierpnia 1983(dts) | Koblencja |
| Rekord olimpijski | Edwin Moses | Stany Zjednoczone | 47,63 | 25 lipca 1976(dts)    | Montreal  |

## Wyniki
| Poz. - pozycja |
| – rekord świata \| – rekord krajowy \| – rekord życiowy \| = – wyrównany rekord życiowy \| · – najlepszy wynik w sezonie \| = – wyrównany najlepszy wynik w sezonie \| – rekord olimpijski |
| Fn – falstart \| DNF – nie ukończył \| DNS – nie wystartował \| DSQ – zdyskwalifikowany |

### Eliminacje
Rozegrano sześć biegów eliminacyjnych. Do półfinałów awansowało po dwóch najlepszych zawodników z każdego biegu (Q) oraz czterech z najlepszymi czasami spośród pozostałych (q).

#### Bieg 1
| Poz. | Zawodnik            | Narodowość        | Rezultat | Uwagi |
| ---- | ------------------- | ----------------- | -------- | ----- |
| 1    | Edwin Moses         | Stany Zjednoczone | 49,33    | Q     |
| 2    | Antônio Ferreira    | Brazylia          | 49,85    | Q     |
| 3    | Michel Zimmermann   | Belgia            | 49,90    | q     |
| 4    | Thomas Futterknecht | Austria           | 50,25    |       |
| 5    | Thomas Nyberg       | Szwecja           | 50,47    |       |
| 6    | Gérard Brunel       | Francja           | 50,99    |       |
| 7    | Ahmed Ghanem        | Egipt             | 51,08    |       |
| 8    | Phil Beattie        | Wielka Brytania   | 51,27    |       |

#### Bieg 2
| Poz. | Zawodnik         | Narodowość | Rezultat | Uwagi |
| ---- | ---------------- | ---------- | -------- | ----- |
| 1    | Harald Schmid    | RFN        | 49,34    | Q     |
| 2    | Karl Smith       | Jamajka    | 49,66    | Q     |
| 3    | Franz Meier      | Szwajcaria | 49,81    | q     |
| 4    | Rik Tommelein    | Belgia     | 50,05    | q     |
| 5    | Shigenori Omori  | Japonia    | 50,14    |       |
| 6    | Jeorjos Wamwakas | Grecja     | 50,39    |       |
| 7    | Oswaldo Zea      | Wenezuela  | 51,44    |       |

#### Bieg 3
| Poz. | Zawodnik          | Narodowość               | Rezultat | Uwagi |
| ---- | ----------------- | ------------------------ | -------- | ----- |
| 1    | Sven Nylander     | Szwecja                  | 49,88    | Q     |
| 2    | Ryoichi Yoshida   | Japonia                  | 50,24    | Q     |
| 3    | René Mélédjé      | Wybrzeże Kości Słoniowej | 50,27    |       |
| 4    | Peter Rwamuhanda  | Uganda                   | 50,55    |       |
| 5    | Franck Jonot      | Francja                  | 51,39    |       |
| 6    | Martin Gillingham | Wielka Brytania          | 52,15    |       |
| 7    | Vincent Confait   | Seszele                  | 53,62    |       |
| 8    | Nicolás Chaparro  | Paragwaj                 | 56,98    |       |

#### Bieg 4
| Poz. | Zawodnik                | Narodowość        | Rezultat | Uwagi |
| ---- | ----------------------- | ----------------- | -------- | ----- |
| 1    | Tranel Hawkins          | Stany Zjednoczone | 49,51    | Q     |
| 2    | Simon Kitur             | Kenia             | 49,70    | Q     |
| 3    | Uwe Schmitt             | RFN               | 49,77    | q     |
| 4    | Ahmed Hamada            | Bahrajn           | 50,62    |       |
| 5    | Ian Newhouse            | Kanada            | 51,14    |       |
| 6    | Christer Gullstrand     | Szwecja           | 51,27    |       |
| 7    | Jean-Pierre Abossolo-Ze | Kamerun           | 52,85    |       |
| 8    | Domingos Mendes         | Mozambik          | 54,52    |       |

#### Bieg 5
| Poz. | Zawodnik        | Narodowość                   | Rezultat | Uwagi |
| ---- | --------------- | ---------------------------- | -------- | ----- |
| 1    | Amadou Dia Ba   | Senegal                      | 49,94    | Q     |
| 2    | Henry Amike     | Nigeria                      | 50,11    | Q     |
| 3    | Ken Gray        | Jamajka                      | 50,46    |       |
| 4    | Martin Briggs   | Wielka Brytania              | 50,80    |       |
| 5    | Pierre Leveille | Kanada                       | 51,47    |       |
| 6    | Meshak Munyoro  | Kenia                        | 51,99    |       |
| 7    | Faustin Butéra  | Rwanda                       | 54,36    |       |
| 8    | Ibrahim Khamis  | Zjednoczone Emiraty Arabskie | 55,50    |       |

#### Bieg 6
| Poz. | Zawodnik            | Narodowość        | Rezultat | Uwagi |
| ---- | ------------------- | ----------------- | -------- | ----- |
| 1    | Danny Harris        | Stany Zjednoczone | 49,81    | Q     |
| 2    | Greg Rolle          | Bahamy            | 50,41    | Q     |
| 3    | Lloyd Guss          | Kanada            | 51,02    |       |
| 4    | Atanasios Kalojanis | Grecja            | 51,27    |       |
| 5    | Jasem Al-Dowaila    | Kuwejt            | 51,45    |       |
| –    | José Alonso         | Hiszpania         | DNF      |       |
| –    | Alphonse Mandonda   | Kongo             | DNS      |       |

### Półfinały
Rozegrano dwa biegi półfinałowe. Do finału awansowało po czterech najlepszych zawodników z każdego biegu.

#### Bieg 1
| Poz. | Zawodnik          | Narodowość        | Rezultat | Uwagi |
| ---- | ----------------- | ----------------- | -------- | ----- |
| 1    | Edwin Moses       | Stany Zjednoczone | 48,51    | 'Q    |
| 2    | Tranel Hawkins    | Stany Zjednoczone | 48,94    | Q     |
| 3    | Amadou Dia Ba     | Senegal           | 49,44    | Q     |
| 4    | Michel Zimmermann | Belgia            | 49,79    | Q     |
| 5    | Simon Kitur       | Kenia             | 49,80    |       |
| 6    | Uwe Schmitt       | RFN               | 50,08    |       |
| 7    | Greg Rolle        | Bahamy            | 50,16    |       |
| 8    | Antônio Ferreira  | Brazylia          | 50,70    |       |

#### Bieg 2
| Poz. | Zawodnik        | Narodowość        | Rezultat | Uwagi |
| ---- | --------------- | ----------------- | -------- | ----- |
| 1    | Danny Harris    | Stany Zjednoczone | 48,92    | Q     |
| 2    | Sven Nylander   | Szwecja           | 49,03    | Q     |
| 3    | Harald Schmid   | RFN               | 49,04    | Q     |
| 4    | Henry Amike     | Nigeria           | 49,36    | Q     |
| 5    | Karl Smith      | Jamajka           | 49,58    |       |
| 6    | Franz Meier     | Szwajcaria        | 49,89    |       |
| 7    | Ryoichi Yoshida | Japonia           | 49,92    |       |
| 8    | Rik Tommelein   | Belgia            | 50,06    |       |

### Finał
| Poz. | Zawodnik          | Narodowość        | Rezultat | Uwagi |
| ---- | ----------------- | ----------------- | -------- | ----- |
| 1    | Edwin Moses       | Stany Zjednoczone | 47,75    |       |
| 2    | Danny Harris      | Stany Zjednoczone | 48,13    |       |
| 3    | Harald Schmid     | RFN               | 48,19    |       |
| 4    | Sven Nylander     | Szwecja           | 48,97    |       |
| 5    | Amadou Dia Ba     | Senegal           | 49,28    |       |
| 6    | Tranel Hawkins    | Stany Zjednoczone | 49,42    |       |
| 7    | Michel Zimmermann | Belgia            | 50,69    |       |
| 8    | Henry Amike       | Nigeria           | 53,78    |       |